# Front occidental (Primera Guerra Mundial)
|  | Aquest article tracta sobre la Primera Guerra Mundial. Si cerqueu la Segona Guerra Mundial, vegeu «Front Occidental de la Segona Guerra Mundial». |

El front occidental fou el teatre d'operacions de la Primera Guerra Mundial que es desenvolupà a Luxemburg, Bèlgica i la zona nord-oriental de França i que oposà, per una banda, l'imperi Alemany, amb una petita contribució posterior de tropes de l'imperi Austrohongarès, i, de l'altra, França, Bèlgica, l'imperi Britànic i, posteriorment Portugal i els Estats Units. En línies generals, després d'un avenç ràpid de les forces alemanyes a través de Bèlgica i el nord de França, l'exèrcit francès i el Cos Expedicionari Britànic pogueren contenir l'ofensiva a la primera batalla del Marne. A continuació, després de la cursa cap al mar on ambdós bàndols intentaren flanquejar-se mútuament, la guerra perdé el seu caràcter mòbil i quedà fixada en una línia de trinxeres que s'estenia des del mar del Nord fins a la frontera suïssa. Aquesta situació romangué gairebé inalterada durant 1915, 1916 i 1917, malgrat atacs massius d'un i altre bàndol i l'ús de noves tecnologies per intentar superar la situació de bloqueig, com ara la guerra química emprant el gas anomenat iperita, els tancs i l'aviació militar. Només el 1918, amb noves tàctiques d'infanteria, la guerra recuperà un caràcter més fluid, amb l'ofensiva de primavera alemanya i la posterior ofensiva dels cent dies aliada, que posà fi definitivament a la guerra. Malgrat la situació gairebé perenne de bloqueig en la guerra de trinxeres, aquest teatre d'operacions fou especialment decisiu i fou el que consumí més recursos humans i materials a totes les potències implicades.

## 1914: Guerra de moviments
A l'inici de la guerra l'exèrcit alemany va executar una versió modificada del Pla Schlieffen, dissenyat per atacar amb rapidesa França a través de Bèlgica, abans de girar cap al sud per envoltar l'exèrcit francès a la frontera alemanya. L'objectiu final era aconseguir arribar a París i la rendició de França en poques setmanes per, llavors, centrar l'esforç bèl·lic al front oriental, inicialment amb molts menys efectius. Els set exèrcits desplegats a l'oest, sota el comandament dels generals Alexander von Kluck i Karl von Bülow, van atacar Bèlgica el 4 d'agost de 1914. Luxemburg havia estat ocupat sense oposició el 2 d'agost. La primera batalla a Bèlgica va ser el setge de Lieja, que va durar del 5 al 16 d'agost. El cinturó dels forts de Lieja va sorprendre l'exèrcit alemany per la seva capacitat de resistència. Després de la caiguda de Lieja, la major part de l'exèrcit belga es va retirar cap a Anvers i Namur. Encara que l'exèrcit alemany va circumval·lar Anvers, va continuar sent una amenaça per al seu flanc.
Per la seva banda, el pla ofensiu francès, el Pla XVII, tenia per objectiu capturar Alsàcia i Lorena després de l'esclat de les hostilitats. El 7 d'agost França atacà Alsàcia amb l'objectiu d'arribar a Mülhausen i Colmar; l'ofensiva principal es va llançar el 14 d'agost amb un atac del Primer i Segon exèrcits contra la Lorena i el Saar. Seguint el Pla Schlieffen, els alemanys es van retirar lentament en aquesta zona del front, a diferència de la ràpida ofensiva a la zona nord, provocant les màximes pèrdues als francesos. Els francesos van avançar cap al Saar i van intentar capturar Saarburg abans de ser repel·lits. Els francesos havien capturat Mülhausen, però la van abandonar per ajudar les debilitades forces de la Lorena.
Després de travessar Bèlgica, Luxemburg i les Ardenes, l'exèrcit alemany penetrà, a final d'agost en territori francès, on es trobaren amb l'exèrcit francès, sota el comandament de Josep Joffre i les primeres sis divisions del Cos Expedicionari Britànic (British Expeditionary Force, BEF), sota el comandament de John French. Els enfrontaments que se'n seguiren es coneixen amb el nom de batalla de les fronteres, les accions més importants de la qual foren la batalla de Charleroi, on el V exèrcit alemany quedà pràcticament destruït després de tres dies, i la batalla de Mons, on el BEF aconseguí deturar l'avenç alemany durant només mig dia. A continuació es produí una retirada general de francesos i britànics cap al riu Marne.
L'exèrcit alemany arribà a només 70 km de París, però a la primera batalla del Marne, els dies 6 a 12 de setembre, les tropes francobritàniques aconseguiren deturar i posteriorment obligar a recular els alemanys, gràcies a un forat que havia quedat obert entre el I i el II exèrcits alemanys durant el ràpid avenç. L'exèrcit alemany es retirà fins al riu Aisne i s'hi atrinxerà per reorganitzar-se. Com a conseqüència d'aquesta retirada i atrinxerament, que dificultava l'avenç, ambdós bàndols intentaren una sèrie de maniobres d'encerclament mutu cap a l'oest amb posteriors atrinxeraments una vegada fracassats els intents, coneguda com a cursa cap al mar, que estengueren el sistema de trinxeres, encara molt simple, des del Canal de la Mànega fins a la frontera suïssa.
Les línies finals del front, pel que fa als països de l'Entente, estaven ocupades, de la costa cap a l'interior, per l'exèrcit belga, el BEF i l'exèrcit francès. Després de la batalla de l'IJzer, les forces belgues s'ocupaven d'un sector d'uns 35 km a Flandes Occidental, al llarg del riu IJzer i el canal d'Ieperlee, de Nieuwpoort a Boezinge. A continuació es trobaven les línies ocupades pel Cos Expedicionari Britànic, on les forces alemanyes feren el darrer intent de penetració entre el 19 d'octubre i el 22 de novembre, en la primera batalla d'Ypres, que finalitzà sense cap canvi important de posicions. Per Nadal, el BEF s'ocupava de la línia de front entre el canal de La Bassée i el riu Somme. La resta del front, fins a Belfort i la frontera suïssa estava ocupat per les forces franceses. Durant el Nadal d'aquest any es va produir la famosa Treva de Nadal.

## 1915: Estancament
Entre la costa i els Vosges la línia del front formava un sortint, que rebé el nom de sortint de Noyon per la ciutat capturada en el màxim punt d'avenç alemany, a prop de Compiègne. Per al 1915 Joffre ideà un pla consistent en atacar aquest sortint des dels dos flancs per aïllar-lo de la resta del front; els britànics atacarien al nord en direcció est a l'Artois, mentre que els francesos atacarien al sud, a la Xampanya. El 10 de març els britànics i els canadencs atacaren a Neuve Chapelle i intentaren capturar la cresta d'Aubers. Precedit per un intens bombardeig de 35 minuts, l'atac es produí en una línia de 3 km i fou un èxit inicial. Nogensmenys, l'assalt perdé impuls i s'enlentí a causa d'un dels problemes que serien habituals en tota la guerra per a les tropes ofensives una vegada s'allunyaven de les seves línies: els subministraments i les comunicacions. Els alemanys pogueren aportar reserves i contraatacaren, evitant la captura de la cresta d'Aubers.

### Noves tecnologies
A Alemanya ja li anava bé la situació d'estancament i mantenir-se a la defensiva, ja que eren els francesos els que tenien part del seu territori ocupat i els que havien de passar a l'ofensiva si volien guanyar la guerra. Així i tot, els alemanys planejaren una nova ofensiva a la ciutat belga d'Ieper, que els britànics havien capturat el novembre de 1914, durant la primera batalla d'Ieper. En aquesta ofensiva provarien una nova arma: després de dos dies de bombardeig d'artilleria, el 22 d'abril, els alemanys bombardejaren les línies britàniques amb 170 tones de gas de clor; que s'escampà per les trinxeres. El núvol groc verdós asfixià els defensors i les tropes de la rereguarda fugiren preses del pànic. D'aquesta manera es creà un forat de 6 km sense defensa en les línies britàniques. Tanmateix, els alemanys no esperaven un èxit tan gran i no disposaven de prou reserves per aprofitar l'obertura que s'havia creat, un altre dels problemes habituals durant la guerra. Així, aviat arribaren tropes canadenques de refresc que pogueren contenir l'avenç alemany. Malgrat haver estat prohibides per la Convenció de l'Haia de 1899, aquesta batalla, la segona batalla d'Ieper, marca l'inici de l'ús d'armes químiques que, en aquesta primer ús provocaren la mort de 5.000 homes en pocs minuts. L'atac amb clor es repetí dos dies després i provocà una retirada de 5 km de les línies francobritàniques, però els alemanys havien perdut l'oportunitat. Els èxits d'aquests atacs ja no es repetirien, ja que els aliats introduïren màscares antigàs i, al seu torn, també utilitzaren atacs amb gasos tòxics en algunes ofensives.
Aquest any també es produí la introducció d'avions especialment modificats per al combat aeri, ja que fins llavors només s'havien utilitzat per a tasques de reconeixement. L'1 d'abril de 1915 el pilot francès Roland Garros fou el primer a abatre un avió enemic utilitzant metralladores que disparaven a través de l'hèlix. Això s'aconseguí reforçant l'hèlix de forma que les bales que hi impactessin es desviessin, en lloc de trencar-la. Unes setmanes després Garros fou obligat a aterrar darrere les línies alemanyes i el seu avió fou capturat i enviat a la fàbrica Fokker. Anton Fokker millorà el disseny francès introduint una sincronització entre la metralladora i l'hèlix, de forma que la primera només disparés quan les pales de l'hèlix no es trobessin en la línia de foc. Aquesta innovació s'incorporà al nou monoplà Fokker E.I, el primer caça monoplaça que combinà una velocitat raonable i un armament efectiu.

### Ofensives aliades
L'ofensiva final aliada de la primavera de 1915 es produí a l'Artois, amb l'objectiu de capturar la cresat de Vimy. En la batalla, coneguda com a segona batalla de l'Artois, el X exèrcit francès atacà el 9 de maig després d'un bombardeig de sis dies i avançà uns 5 km, però es veié obligat a retrocedir davant dels reforços alemanys. El 15 de maig l'ofensiva quedà pràcticament aturada, malgrat que els combats continuaren fins al juny.
Durant la tardor, l'assot dels Fokker començà a afectar els plans aliats, ja que els avions de reconeixement francobritànics, utilitzats per a localització d'objectius per a l'artilleria i per a fotografia de posicions enemigues, eren sistemàticament eliminats. Cap al setembre, els aliats iniciaren noves ofensives: els francesos a la Xampanya i els britànics a Loos. Per a aquesta ofensiva els francesos havien cedit als britànics més zones del front per així disposar de més tropes. L'atac francès a la Xampanya, iniciat el 25 de setembre després de tres dies de bombardeig, aconseguí èxits inicials però quedà bloquejat pocs quilòmetres després, malgrat que els combats s'allargaren fins a novembre. Per la seva banda, l'atac britànic a Loos, iniciat també el 25 de setembre com a suport de l'atac francès al sud, fou precedit per un bombardeig de quatre dies i l'ús de gas de clor. Els britànics patiren nombrosos pèrdues i aconseguiren guanys territorials escassos. El 13 d'octubre s'intentà reiniciar l'atac, però amb els mateixos resultats negatius. Una conseqüència de la batalla fou la substitució de John French per Douglas Haig com a comandant del Cos Expedicionari Britànic.

## 1916: Guerra de desgast
El cap d'estat major alemany, Erich von Falkenhayn, estava convençut que en aquests moments ja era impossible assolir una victòria decisiva; en canvi, creia que seria possible forçar la rendició francesa per esgotament, provocant-li baixes massives i duent al límit la seva capacitat industrial. En conseqüència, adoptà dues noves estratègies globals. Una fou la guerra submarina sense restriccions, per tallar els subministraments que arribaven a França i Gran Bretanya de l'estranger i de les seves colònies. La segona era realitzar atacs concrets i molt intensos contra posicions franceses al front, especialment en llocs dels quals els francesos no poguessin retirar-se, per causes estratègiques o bé per orgull nacional en punts significatius en l'imaginari nacional francès; obligats a mantenir el terreny a qualsevol preu, les pèrdues humanes i materials resultants serien enormes i, independentment del resultat de la batalla, dessagnarien el país. El primer d'aquests atacs fou planificat contra la ciutat i la fortalesa de Verdun, ja que tenia un important valor simbòlic per als francesos, era una plaça forta important, envoltada de diversos forts i era una peça clau en l'avenç cap a París.

### Verdun
La batalla de Verdun s'inicià el 21 de febrer de 1916, nou dies més tard del previst a causa d'una tempesta de neu. Després d'un bombardeig concentrat de vuit hores els alemanys no esperaven trobar molta resistència i avançaren lentament cap a Verdun i el cinturó de forts que l'envoltava. Tot i així, el bombardeig no havia tingut prou efecte i les tropes franceses oposaren molta resistència. En aquestes accions els alemanys introduïren una altra novetat tecnològica de la guerra: el llençaflames. Cap al 28 de febrer, els alemanys havien capturat el fort de Douaumont, però l'arribada de reforços francesos havia aconseguit deturar l'avenç alemany. Fins a final de maig els alemanys no aconseguiren capturar els turons laterals de Le Mort Homme, després de lluites especialment intenses, però encara estaven aturats en l'avenç cap a Verdun.
Després que el comandament francès de les tropes de la zona passés de Philippe Pétain a Robert Nivelle, els francesos intentaren recapturar Fort Douamont el 22 de maig, però foren refusats fàcilment. Poc després, el 7 de juny, els alemanys capturaren Fort Vaux i, amb ajuda de gas fosgèn, més efectiu que el gas de clor, arribaren a només un quilòmetre dels darrers turons abans de Verdun, però hagueren de deturar-se cap a final de juny i aviat hagueren de desviar tropes per fer front al gran atac britànic al Somme. Durant l'estiu, els francesos pogueren anar recuperant terreny molt lentament i recapturaren Fort Vaux el novembre i Fort Douamont el desembre. A partir de llavors es pot considerar que la batalla de Verdun ja havia finalitzat. Entre els dos bàndols es produïren unes 250.000 morts i mig milió de ferits i la batalla quedà com a símbol, juntament amb la del Somme, de la inutilitat de la guerra de desgast i de la determinació francesa per evitar la captura de Verdun, amb la cèlebre frase atribuïda a Nivelle Ils ne passeront pas («No passaran»).

### El Somme
En els plans inicials per a 1916, el comandament aliat planificà un atac francobritànic a la zona del riu Somme durant l'estiu. Preocupats per la capacitat de l'exèrcit francès per suportar les enormes pèrdues que estava patint a Verdun, el pla per al Somme es modificà i passà a ser una ofensiva principalment britànica destinada a alleujar la pressió alemanya sobre Verdun, obligant a Falkenhayn a desviar tropes de Verdun cap al Somme. L'1 de juliol s'inicià l'atac, precedit per set dies de bombardeig. Les forces franceses, encarregades de l'atac al sud del rium tingueren èxit i aconseguiren els objectius previstos, però el gruix de l'atac britànic, al nord del riu, patí una gran quantitat de baixes i no aconseguí gairebé cap dels objectius previstos.
Després de reorganitzar-se, la batalla prosseguí durant juliol i agost, amb lents i costosos avenços per als britànics. A final d'agost Haig ja havia arribat a la conclusió que un desbordament de les línies alemanyes seria impossible i preparà un conjunt de petites accions de cara a preparar una ofensiva important posterior. Durant la fase final de la batalla s'utilitzaren tancs per primera vegada, a la batalla de Flers-Courcelette, però, malgrat la sorpresa inicial els tancs tampoc foren capaços de produir un desbordament; els tancs s'utilitzaren en pocs nombres, de forma aïllada i es mostraren molt vulnerables al foc d'artilleria directe i poc fiables mecànicament. De fet, Haig fou criticat per utilitzar aquesta nova arma quan potser no estava prou madura. La batalla del Somme s'allargà fins a novembre, sense guanys apreciables però amb nombroses pèrdues humanes per a ambdós bàndols; les baixes s'estimen en unes 600.000 per als aliats i unes 460.000 per als alemanys.

## 1917: Defensa en profunditat
L'agost de 1916, després de la substitució de Falkenhayn per Paul von Hindenburg i Erich Ludendorff, l'estat major alemany decidí que l'exèrcit es mantindria en posicions defensives durant tot l'any al front occidental, mentre es concentrava en altres fronts. Això es traduí en la construcció d'una línia defensiva, l'anomenada Línia Hindenburg, 3 quilòmetres darrere del front a la zona del sortint de Noyon, des d'Arràs fins a Saint-Quentin. El 9 de febrer de 1917, les forces alemanyes començaren a retirar-se cap a la Línia Hindenburg, operació que completaren el 5 d'abril. Aquesta retirada anul·lava la possibilitat d'atacar els dos flancs del sortint de Noyon i permetia als alemanys escurçar notablement la longitud de front que havien d'ocupar amb el consegüent estalvi en homes i material.
D'altra banda, el 6 d'abril, els Estats Units entraren en guerra, al costat de les forces aliades. A començament de 1915, després de l'enfonsament del Lusitania, Alemanya havia aturat la guerra submarina sense restriccions a l'Atlàntic per evitar l'entrada dels Estats Units a la guerra. Malgrat això, a causa del descontentament creixent entre la població civil, per l'escassetat de menjar, el govern decidí reprendre la guerra submarina sense restriccions el febrer de 1917. La idea era que una ofensiva submarina massiva podria obligar el Regne Unit a abandonar la guerra en sis mesos, mentre que les eventuals forces americanes encara trigarien un any a arribar amb prou quantitat a Europa. L'estratègia tingué un èxit espectacular durant els primers mesos i provocà una gran preocupació a l'almirallat i el govern britànics. Tanmateix, els càlculs alemanys eren excessivament optimistes i, a més, quan l'almirallat finalment es convencé de la bondat del sistema de combois, les pèrdues de vaixells disminuïren considerablement.
Si bé els alemanys decidiren quedar-se a la defensiva durant 1917, els francobritànics, ara ajudats amb tropes dels Estats Units, continuaren intentant aconseguir el trencament de les línies alemanyes que, nogensmenys, ara estaven molt més defensades. A l'abril es produí la batalla d'Arràs i posteriorment l'atac canadenc a la cresta de Vimy, cap dels dos amb resultats apreciables.
Durant l'hivern de 1916-1917 les tàctiques aèries alemanyes havien millorat considerablement, s'havia creat una escola i camp d'entrenament a Valenciennes i s'havien introduït avions més moderns, amb metralladores dobles i més capacitat de maniobra. El resultat fou una sèrie de pèrdues desastroses per l'aviació aliada i la pèrdua de la superioritat aèria de què els aliats havien gaudit temporalment durant la batalla del Somme. Durant la batalla d'Arràs els britànics perderen 316 avions i els canadencs 114, mentre que els alemanys només en perderen 44.

### L'ofensiva Nivelle i amotinaments
Aquell mateix mes els francesos planificaren una nova ofensiva, que seria coneguda com a Ofensiva Nivelle, segona batalla de l'Aisne o batalla de Chemin des Dames. L'ofensiva Nivelle implicà 1,2 milions d'homes, amb un bombardeig previ d'una setmana, però es mostrà un fracàs des de bon començament, amb un avenç en pendent que afavoria els defensors i amb un coneixement escàs de les posicions enemigues, a causa de la retirada alemanya dels mesos anterior i de la superioritat aèria alemanya en aquells moments. Malgrat que en la primera setmana els francesos ja havien patit més de 100.000 baixes, Nivelle ordenà prosseguir l'ofensiva.
El 3 de maig, la 2a divisió colonial francesa, veterana de Verdun, es negà a obeir les ordres i molts dels seus homes arribaren borratxos a la línia de front i sense les armes. Com que els oficials no podien castigar tota una divisió, les mesures disciplinàries inicials foren escasses i la situació d'amotinament s'expandí ràpidament entre 54 divisions, mentre que més de 20.000 homes desertaren. Després de diversos intents de negociació, apel·lacions al patriotisme i detencions i consells de guerra massius, els soldats francesos acceptaren defensar les seves trinxeres, però es negaren a participar en més accions ofensives. El 15 de maig el primer ministre Paul Painlevé substituí Nivelle per Pétain, que anul·là tots els atacs previstos a gran escala. A partir d'aquest moment l'exèrcit francès es mantingué a la defensiva, deixant el pes dels atacs al Regne Unit i, poc després, també als Estats Units.

### Ofensives britàniques i l'arribada dels Estats Units
El 7 de juny els britànics llençaren una nova ofensiva, sobre la cresta de Mesen, al sud d'Ieper. Des de 1915 els enginyers havien cavat mines sota les línies enemigues i hi havien col·locat unes 500 tones d'explosius. Després de quatre dies de bombardeig, la voladura de les mines provocà la mort de 10.000 alemanys; així i tot, les posicions alemanyes no cediren fàcilment i l'avenç britànic, tot i que reeixit inicialment, fracassà a causa del terreny fangós i mig inundat. Durant la batalla els alemanys utilitzaren una nova variant de l'atac amb gasos tòxics, aquesta vegada amb gas mostassa, molt més potent que el clor i el fosgèn i que es mantenia durant dies a la zona on havia estat alliberat.
Les primeres tropes dels Estats Units arribaren a França el 25 de juny, però no entraren a les trinxeres com a divisions fins a l'octubre. Les tropes nouvingudes necessitaven entrenament i equipament abans de poder-se afegir a l'esforç de guerra i durant uns quants mesos les tropes americanes realitzaren tasques de suport. En qualsevol cas, l'arribada de tropes fresques i amb una moral elevada, ajudà a recuperar el pessimisme de les tropes del front occidental. A final de juliol s'inicià la batalla de Passchendaele, amb l'objectiu inicial de penetrar en les línies alemanyes i amenaçar les bases de submarins de la costa belga, situades poc més al nord, però posteriorment es reduí a capturar les posicions més altes al voltant d'Ypres. Després d'una batalla especialment sagnant i llarga, sota pluges constants, els britànics capturaren la vila de Passchendaele (actualment Passendale) el 30 d'octubre. Una vegada més, l'ofensiva provocà nombroses baixes per a uns guanys relativament minsos.
La darrera gran operació britànica de l'any fou l'ofensiva llençada a Cambrai, amb el primer ús de tancs en massa i de forma combinada amb la infanteria, l'artilleria i l'aviació. El 20 de novembre els aliats atacaren amb 324 tancs i dotze divisions, aconseguint un èxit espectacular al superar fàcilment i amb poques baixes la primera línia de trinxeres alemanya. Novament, però, els problemes logístics i de coordinació de l'exèrcit atacant una vegada superades les defenses inicials es presentaren amb la mateixa cruesa que en ocasions anteriors; a més, si bé els tancs utilitzats massivament demostraren la seva vàlua per a la sorpresa i la superació de les trinxeres inicials, encara no eren una arma útil en un combat directe. Un contraatac alemany uns dies després amb cobertura aèria, recuperà gairebé tot el terreny guanyat pels britànics.

## 1918: Retorn a la guerra de moviments
Després de l'atac aliat a Cambrai, Ludendorff i Hindenburg es convenceren que l'única oportunitat de victòria era realitzar un atac decisiu al front occidental durant la primavera, abans que els recursos humans dels Estats Units comencessin a representar una presència significativa. El 3 de març de 1918 se signà el Tractat de Brest-Litovsk, que alliberava moltes tropes del front oriental per redesplegar-les a l'oest. Això donà als alemanys un avantatge de 192 divisions contra 173 dels aliats, amb nombroses tropes veteranes i experimentades. Per la seva banda, les forces de l'Entente tenien greus problemes de moral i moltes divisions estaven molt lluny de la seva plena capacitat operativa; les tropes americanes, a més, encara no constituïen una força de combat efectiva.

### L'ofensiva de primavera
Els atacs alemanys s'iniciaren amb l'Operació Michael, que gairebé aconseguí separar els britànics de la resta d'aliats. L'ofensiva avançà 65 km durant els primers vuit dies i, al final aconseguí desplaçar el front uns 100 km cap a l'oest, amenaçant París per primera vegada des de 1914. Com a conseqüència de la batalla, els aliats acordaren un sistema unificat de comandament, que recaigué en el general Ferdinand Foch.
Les subsegüents ofensives alemanyes, Georgette, Gneisenau i Blücher-Yorck també aconseguiren guanys importants i quan, el comandament alemany deturà els atacs, el juliol de 1918, els guanys territorials havien estat enormes. Nogensmenys, no s'aconseguí l'objectiu estratègic d'una victòria ràpida i les forces alemanyes quedaren greument delmades i en posicions molt menys segures defensivament que les de la Línia Hindenburg.

### L'ofensiva final aliada
El mes de juliol, una vegada aturat l'avenç alemany pel seu propi esgotament, Foch decidí contraatacar a la zona del Marne, sobre el sortint que havien creat els atacs alemanys. El 8 d'agost s'inicià una segona ofensiva, que havia de ser l'atac principal, dirigit cap a Amiens. Aquest segon atac, la batalla d'Amiens, comptà amb el suport de 600 tancs i 800 avions i fou un èxit considerable, tant que Ludendorff batejà el 8 d'agost com «el dia negre de l'exèrcit alemany».
A partir d'aquest moment les següents operacions a tot el front foren un seguit de derrotes alemanyes i l'exèrcit començà a retirar-se ràpidament. Molts soldats alemanys començaren a desertar i l'economia alemanya es col·lapsà; finalment, mentre prosseguia la retirada de l'exèrcit alemany, es produí la Revolució de Novembre, iniciada només com un amotinament de mariners i que provocà l'abdicació de Guillem II el 9 de novembre i la proclamació d'un govern provisional republicà. El general Wilhelm Groener, que havia assumit el comandament de l'estat major unes setmanes abans en substitució de Ludendorff, acordà donar suport al nou govern socialdemòcrata, per por que el procés revolucionari acabés donant el poder als comunistes. El govern provisional acordà ràpidament la signatura d'un armistici l'11 de novembre, que finalitzava totes les operacions militars al front.